# Joska Le Conté
Joska Marianne Le Conté (* 29. September 1987 in Zeist) ist eine niederländische Skeletonpilotin.
Joska Le Conté lebt in Soesterberg und betreibt seit 2006 Skeletonsport. Seit demselben Jahr gehört sie zum niederländischen Nationalteam. Ihr internationales Debüt feierte Le Conté im November 2006 als 20. bei einem Europacup-Rennen in Igls. Im Januar 2007 gewann sie ihren ersten Titel als niederländische Meisterin. Anschließend wurde sie 15. bei der Skeleton-Europameisterschaft 2007 in Königssee. In der Folgesaison begann Le Conté wieder im Europacup, rückte dann aber in den Intercontinentalcup auf, der in der Saison erstmals gefahren wurde. Hier erreichte sie in Winterberg als Sechste erstmals eine Top-Ten-Platzierung in einem internationalen Rennen. Bei der Skeleton-Europameisterschaft 2008 in Cesana belegte sie Platz acht. Zu Beginn des Jahres 2008 wurde Le Conté zum zweiten Mal niederländische Meisterin. Im nächsten internationalen Rennen im Rahmen des Europacups in Winterberg konnte die Niederländerin als Zweitplatzierte hinter Jelena Judina ihr bestes internationales Ergebnis erreichen. Bei den Junioren-Weltmeisterschaften in Igls belegte sie den siebten, bei den Weltmeisterschaften in Altenberg den 25. Rang.
In der Saison 2008/09 debütierte Le Conté im Weltcup und erreichte als beste Platzierung einen 16. Rang in Whistler. Außerdem wurde sie Neunte bei der Europa- und 25. bei der Weltmeisterschaft. In den folgenden Jahren startete sie stets hauptsächlich im Weltcup. Im Winter 2009/10 konnte sie sich nicht besser platzieren als im Vorjahr; bei der Junioren-WM 2010 wurde sie Fünfte. Im Skeleton-Weltcup 2010/11 fuhr Le Conté viermal unter die besten 15 und 2011/12 verpasste sie als Elfte in Altenberg – gleichbedeutend mit Rang 5 bei der Europameisterschaft – und Zwölfte in Winterberg nur knapp de Top 10. Auch in der Saison 2012/13 war ein 11. Rang ihre beste Platzierung, wohingegen Le Conté 2013/14 nur Platzierungen zwischen 18 und 22 erreichte. Der Winter 2014/15 war ihre bisher erfolgreichste Saison mit ihrer ersten einstelligen Weltcup-Platzierung, nämlich einem siebten Platz in Königssee, und Rang 11 im Gesamtweltcup. Bei der Europameisterschaft in Igls wurde sie 12.; bei der Weltmeisterschaft in Winterberg belegte sie den 15. Platz.